# サバンナ・フィリップス
サバンナ・アン・キャスリン・フィリップス（Savannah Anne Kathleen Phillips, 2010年12月29日 - ）は、イギリス王女アン王女の長男ピーター・フィリップスの長女。
グロスタシャーのグロスターシャー・ロイヤル・ホスピタルで生まれた。エリザベス2世にとっては初の曾孫にあたる。
イギリス王位継承順位は現在、父ピーターに次ぐ20位である。2012年3月には妹アイラ・フィリップスが誕生した。